# Матрух (губернаторство)
Матру́х (араб. مطروح) — губернаторство (мухафаза) в Арабській Республіці Єгипет. Адміністративний центр — місто Мерса-Матрух.
Населення — 323 381 особа (2006).

## Найбільші міста
| № | Місто        | Населення, осіб (2006) |
| - | ------------ | ---------------------- |
| 1 | Мерса-Матрух | 120 539                |
| 2 | Ель-Хаммам   | 41 741                 |
| 3 | Сіді-Баррані | 21 060                 |
| 4 | Ед-Даба      | 16 559                 |
| 5 | Сива         | 16 056                 |